# Huishoudschool Laan van Meerdervoort

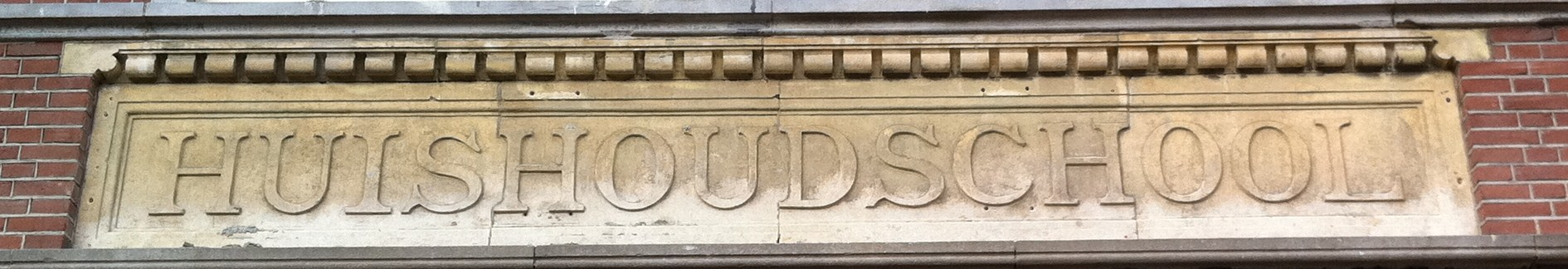

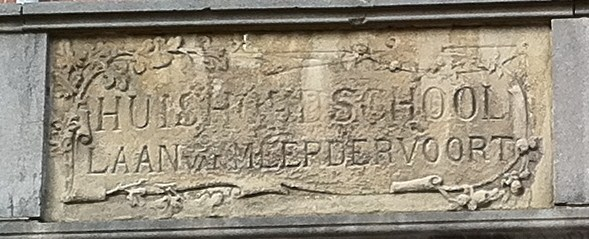
Beide namen staan op de voorgevel.

De Huishoudschool Laan van Meerdervoort was een inrichting voor huishoudonderwijs aan de Laan van Meerdervoort in Den Haag, op de hoek van de Suezkade. Het gebouw verrees in 1899.

## Voorgeschiedenis
De Haagsche Kookschool werd op 20 februari 1888 geopend en deze was de voorloper van de Huishoudschool Laan van Meerdervoort.

In 1882 kwam de Nederlandsche Maatschappij voor Nijverheid met een rapport waarin huishoudonderwijs gezien werd als middel tot verhoging van de Volkswelvaart. In 1886 gaf de NMN vijfhonderd gulden aan de 'Comité voor de oprichting van de Haagsche Kookschool' als bijdrage om deze school op te richten. Twee jaar later werd de Haagsche Kookschool geopend aan de Stille Veerkade. De eerste directrice was Anna Catharina Manden, Er werd les gegeven aan arbeiderskinderen en dienstbodes en twee jaar later was er ook een opleiding voor kookleraressen.

In 1892 verhuisde de school naar de Wilhelminastraat, waar ook leerlingen intern ondergebracht werden. In 1895 verscheen de eerste editie van Het Haagsche Kookboek, hetgeen een standaardwerk zou worden.

In 1896 verhuisde de Haagsche Kookschool naar de Van den Boschstraat. De school werd in 1903 opgeheven.

## Laan van Meerdervoort

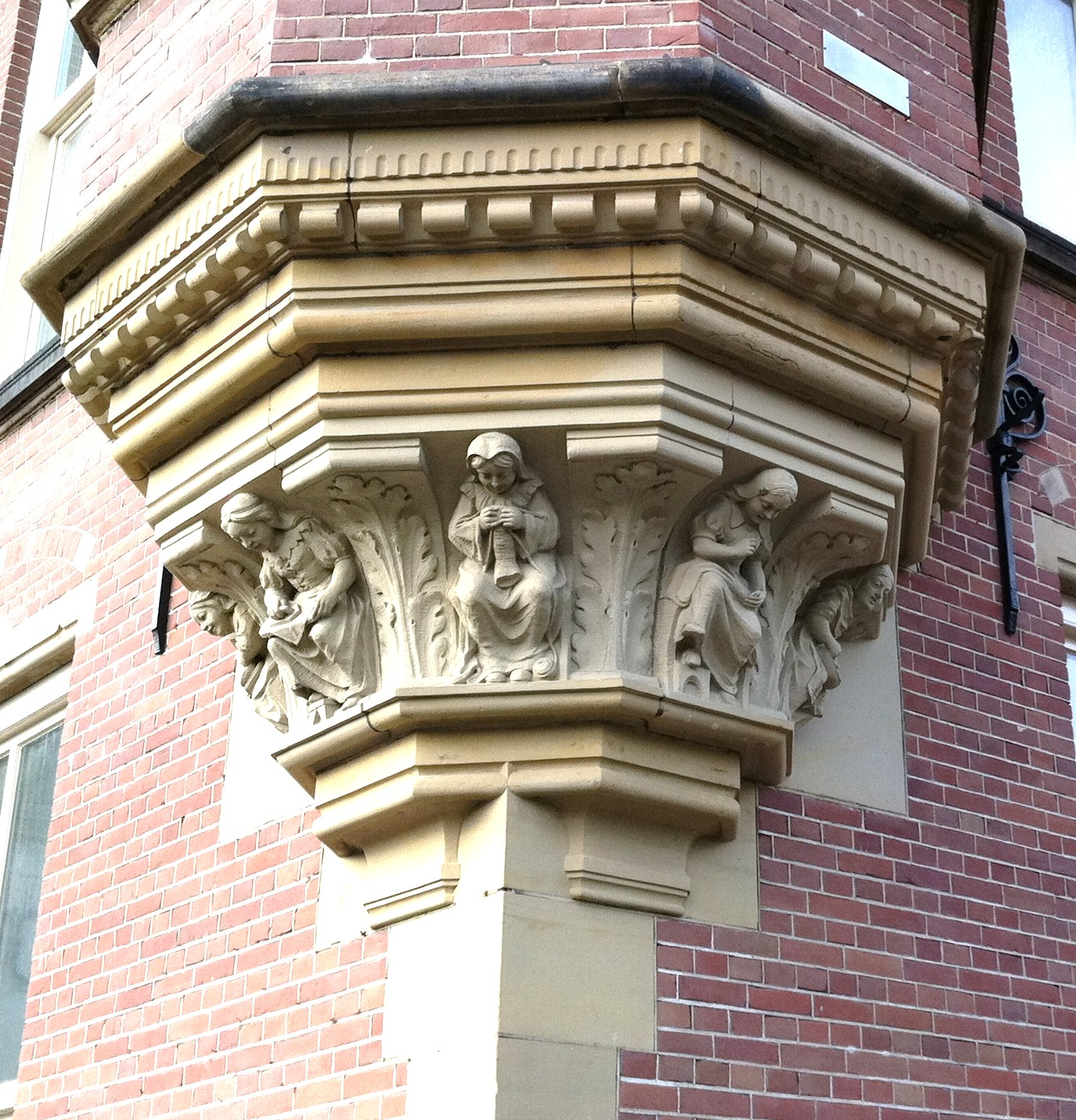
Hoeksteen met vrouwen die strijken, breien en naaien

In 1899 stichtte de voormalige directrice van de Haagsche Kookschool de Huishoudschool Laan van Meerdervoort met als doel er leraren huishoudkunde op te leiden. Eerst was de school gevestigd op Regentesselaan 1 en in 1900 werd een nieuw gebouw aan de Laan van Meerdervoort 211 betrokken. Het was een ontwerp van architect J.J. van Nieukerken en het werd gefinancierd door mr. A.E.H. Goekoop, die zelf op nummer 55 woonde en veel onroerend goed bezat.
In 1916 werd het pand door de weduwe Goekoop verkocht aan de NV van de school, die vier jaar later in de 'Vereniging Huishoudschool Laan van Meerdervoort' werd omgezet. De vereniging kocht het schoolgebouw in 1924 van de NV waarna de NV in 1928 opgeheven werd.
In 1929 begon de verbouwing om de school uit te breiden. In 1934 kwam het boek 'Recepten Huishoudschool Laan van Meerdervoort' uit ter vervanging van het Haagsche Kookboek, in 1940 verscheen de vijfde oplage, waarbij de menu's rekening hielden met de oorlogsomstandigheden. Dat gold ook voor de latere drukken, pas in 1949 werd er weer rekening gehouden met normale omstandigheden. Vanaf 1962 heette het kookboek weer Het Haagse Kookboek. Het was inmiddels de 39ste druk. In 1982 verscheen de 69ste druk, ditmaal met de titel Nieuw Haags Kookboek.
Al gauw was er weer ruimtegebrek en in 1942 werd nummer 213 bij de school getrokken. In 1943 kwam er ook een opleiding diëtiste. De school bleef groeien en in 1958 werd een pand in de Sweelinckstraat betrokken ten behoeve van het Lager Nijverheidsonderwijs. Die afdeling werd voortgezet als Huishoudschool Sweelinckstraat.
In 1959 verhuisde de internaatafdeling van de Laan van Meerdervoort naar nummer 366. Het internaat werd in 1968 opgeheven.
In het kader van de Mammoetwet werd de Huishoudschool Laan van Meerdervoort omgezet in de Scholengemeenschap De Laan voor hoger en middelbaar beroepsonderwijs, er waren opleidingen voor MBO (Vormingsklas, Kinderverzorging/Jeugdverzorging, Civiele Dienst, Inrichtingsassistenten) en HBO (huishoudkundige en diëtiste).
In 1977 vertrok Scholengemeenschap De Laan uit de Laan van Meerdervoort en verhuisde naar de Begoniastraat. De school kreeg een nieuwe naam: De Laan voor MBO en HBO. Het pand aan de Laan van Meerdervoort werd verkocht aan de Stichting Haagse Sociale Academie die tien jaar later opging in De Haagse Hogeschool. Tot 2005 was er een politiekantoor, anno 2011 wordt het gebouw gerestaureerd en verbouwd tot enkele appartementen. Het trappenhuis heeft nog steeds de oorspronkelijke gele en groene geglazuurde tegels, maar de stucplafonds zijn gemoderniseerd.
De huishoudschool fuseerde een paar keer met andere scholen en maakt nu deel uit van ROC Mondriaan.

## Schoolhoofden
- Mw. A.S. Tydeman-Verschoor (1899-1913), oprichtster
- Mw. A.M. van Anrooy (1913-1935)
- Mw. E. Mesdag (1935-1960)
- Mw. F.A. Eggink (1960-1967)
- Mw. C.H.L. Nuyt (1967-1968)
- Mw. C. Kemp (1968-1983)